# 游信义 (印度尼西亚)
游信义（印尼語：或Joe Sin Gie，1880年5月7日—1957年4月5日），土生华人商人和报纸老板，也是荷属东印度群岛最受欢迎的中文报纸之一《新报》的首任主任。

## 生平
1880年5月7日，游信义出生于井里汶。
大约在1902年至1909年期间，他在华商印局公司担任簿记员，马来文报纸《商业》（Perniagaan）的编辑刘玉兰也在该公司工作。游信义和刘玉兰提出了创建自己的竞争性报纸《新报》的计划。 该报于1910年10月1日在巴达维亚创刊。起初，刘玉兰承担编辑职责，游信义担任主任。
游信义于1957年4月5日在雅加达去世。